# İmaməddin Xəlilov
Imamaddin Marif oglu Khalilov (en azerí: İmaməddin Marif oğlu Xəlilov; Ganyá, 23 de febrero de 1998) es un deportista azerbaiyano que compite en taekwondo adaptado. Ganó una medalla de oro en los Juegos Paralímpicos de París 2024, en la categoría de –70 kg.

## Biografía
Imamaddin Khalilov nació el 23 de febrero de 1998 en la ciudad de Ganyá. 
Imamaddin Khalilov compitió en el Campeonato Europeo de Taekwondo de 2022 y ganó una medalla de plata. En agosto de 2023 compitió en el Campeonato Europeo de Para Taekwondo de 2023 y ganó una medalla de oro en la categoría de –70 kg. En septiembre de 2023 compitió en el Campeonato Mundial de Taekwondo adaptado y ganó una medalla de oro. En mayo de 2024 compitió en el Campeonato Europeo de Taekwondo de 2024 y ganó una medalla de oro. En abril de 2024 recibió el título de Maestro de Deportes de Azerbaiyán.
Imamaddin Khalilov fue abanderado de Azerbaiyán durante el Desfile de las Naciones de los Juegos Paralímpicos de París de 2024. Él representó a Azerbaiyán en los Juegos Paralímpicos de París 2024 y ganó una medalla de oro en la categoría de –70 kg.
El 10 de septiembre de 2024, por decreto del presidente de Azerbaiyán, Ilham Aliyev, Imamaddin Khalilov recibió 200.000 manat por conseguir el primer puesto en los Juegos Paralímpicos de París 2024, mientras que su entrenador recibió 100.000 manat. Además, por otro decreto del presidente de la misma fecha, se le concedió el primer grado de la Orden "Por el Servicio a la Patria" por sus altos logros en los Juegos Paralímpicos de París 2024 y sus servicios en el desarrollo del deporte azerbaiyano.

## Palmarés internacional
| Juegos Paralímpicos | Juegos Paralímpicos | Juegos Paralímpicos | Juegos Paralímpicos |
| Año                 | Lugar               | Medalla             | Categoría           |
| ------------------- | ------------------- | ------------------- | ------------------- |
| 2024                | París (Francia)     | Medalla de oro      | –70 kg              |